# 정책 (고려)
정책(鄭責, ? ~ ?)은 고려 후기의 문신이다. 본관은 청주정씨이다.
충주목사(忠州牧使)가 되었을 때에는 그 치정이 하도 엄격하여 이속들이 감히 범법을 못하였고, 음(蔭)으로 벼슬이 여러차례 올라서 대호군(大護軍)이 되었는데 충숙왕이 참소를 입어 원나라에 머물러 있을 때에 궁궐도감사(宮闕都監使)가 되어 왕의 내탕이 이미 다 됨을 듣고 가볍게 가려갈 수 있는 재물을 마련하여 연구에 보내니 왕이 매우 가상하게 여겼어며, 왕이 환국하매 응양상호군(鷹揚上護軍)을 제수하고 이어 판선공(判繕工)이 되었으며, 병이 나자 청하군(淸河郡)으로 봉하였다. 안동 김씨 김순의 첫째 사위이다.